# Manhattan Life Insurance Building
Le Manhattan Life Insurance Building fut construit dans l'arrondissement de Manhattan à New York d'après des plans de Kimball & Thompson et sous la direction de l'ingénieur Charles Sooysmith entre 1893 et 1894.
Sa construction fut commandée par la Manhattan Life Insurance Company qui désirait construire un gratte-ciel qui pourrait surpasser ceux des concurrents. Cela explique le fait que le bâtiment culmine à 106 mètres, et comporte 18 étages ; il fut en conséquence le premier gratte-ciel à franchir la barre des 100 mètres, et le plus haut bâtiment de New York entre 1894 et 1899, en dépassant le New York World Building, avant d'être à son tour dépassé par le Park Row Building qui culminait à 119 mètres.
Il fut démoli en 1963 ou 1964 - selon les sources.
Le Manhattan Life Insurance Building fut en outre l'un des premiers buildings à utiliser un système de ventilation électrique pour le chauffage et la climatisation.